# Rex De Rosselli
Rex De Rosselli (Kentucky, 1er mai 1878 – East Saint Louis, dans l'Illinois), 21 juillet 1941), est un acteur, réalisateur et scénariste américain.

## Filmographie

### Comme acteur
- 1911 : A Novel Experiment de Joseph A. Golden :  A Real Tramp
- 1911 : The Bully of Bingo Gulch de Otis Thayer : Easy Thompson, Cowboy Bicycle King
- 1911 : A Fair Exchange de Joseph A. Golden
- 1911 : The Two Orphans d'Otis Turner et Francis Boggs : Marquis de Preales (as Rex Rosselli)
- 1911 : Ten Nights in a Bar Room de Francis Boggs
- 1911 : Montana Anna de Joseph A. Golden
- 1911 : A Tennessee Love Story de Joseph A. Golden
- 1911 : How They Stopped the Run on the Bank de Otis Turner
- 1911 : The Telltale Knife de William Duncan
- 1911 : The Warrant de Joseph A. Golden : White Feather
- 1912 : A Modern Ananias d'Otis Thayer : Bud Bowers - a Tourist / Light Foot - an Indian Chief
- 1912 : The Wayfarer d'Otis Thayer : Pedro - Mexican Renegade
- 1912 : Two Men and a Girl d'Otis Thayer : Jack Read
- 1912 : A Cowboy's Best Girl d'Otis Thayer : Glen Arnold, Just Out of College
- 1912 : Hypnotized d'Otis Thayer : The Piano Player
- 1912 : A Citizen in the Making d'Otis Thayer : Itze's Uncle
- 1912 : The Horseshoe d'Otis Thayer : 2nd Business Man
- 1912 : In Little Italy de William V. Mong : Tony
- 1912 : Murray the Masher d'Otis Thayer : Charley Breen
- 1912 : His Chance to Make Good d'Otis Thayer : Spider - Spike's Pal
- 1912 : The Mystery of Room 29 d'Otis Thayer : The Hotel Proprietor
- 1912 : An Equine Hero d'Otis Thayer : Big Horn - the Indian
- 1912 : The Redemption of 'Greek Joe' de William V. Mong : Jim Rossi - Joe's Son
- 1912 : According to Law d'Otis Thayer : Tony
- 1912 : A Cowboy's Mother d'Otis Thayer : Dave - the Bully
- 1912 : All on Account of Checkers d'Otis Thayer : Sam - the Butcher Boy
- 1913 : Made a Coward de William Duncan : Sheep Rancher
- 1914 : By Unseen Hand de William Duncan : Arthur Baxter
- 1914 : The Law of His Kind de Frank Lloyd : The Colonel
- 1915 : The Curse of the Desert de Francis Ford : Native Spy
- 1915 : A Double Deal in Pork de Frank Lloyd : John Packer
- 1917 : The Fighting Gringo de Fred A. Kelsey : Ramon Orinez
- 1918 : Violence (The Brazen Beauty) de Tod Browning
- 1922 : A Dangerous Adventure de Jack L. Warner et Sam Warner : Ubanga, High Priest
- 1926 : Lazy Lightning de William Wyler : William Harvey